# 동부로 (용인시)
동부로(Dongbu-ro)는 대한민국의 경기도 용인시 처인구 동부동 (용인시)에서 시작하여, 원삼면을 거쳐 연결하는 도로이다.

## 노선 경로
- 고림로와 직결
- 동부사거리 - 중부대로
- 송담대삼거리 - 송담로
- 사암삼거리 - 원양로